# Friedrich Nietzsche
« Nietzsche » redirige ici. Pour les autres significations, voir Nietzsche (homonymie).
Friedrich Wilhelm Nietzsche ([ˈfʁiːdʁɪç ˈvɪlhɛlm ˈniːt͡sʃə]  ; souvent francisé en [nit͡ʃ ]), né le 15 octobre 1844 à Röcken en Prusse et mort le 25 août 1900 à Weimar en Saxe-Weimar-Eisenach, est un philosophe, philologue, critique culturel, compositeur, poète, et écrivain allemand dont l'œuvre a exercé une profonde influence sur l'histoire intellectuelle contemporaine.
Il commence sa carrière comme philologue classique avant de se tourner vers la philosophie. En 1869, à l'âge de 24 ans, il devient la plus jeune personnalité à occuper la chaire de philologie classique de l'université de Bâle. Il démissionne en 1879 en raison de problèmes de santé qui le tourmenteront presque toute sa vie, puis achève la plupart de ses écrits fondamentaux au cours de la décennie suivante. En 1889, à 44 ans, il est victime d'un effondrement et, par la suite, d'une perte totale de ses facultés mentales. Il vit ses dernières années sous la garde de sa mère, puis chez sa sœur Elisabeth Förster-Nietzsche.

## Origines et jeunesse (1844-1869)

### Röcken
Friedrich Wilhelm Nietzsche naît à Röcken en province de Saxe le 15 octobre 1844 dans une famille pastorale luthérienne.
Son père Karl-Ludwig, né en 1813 à Eilenbourg, pasteur de l’Église luthérienne de Saxe, et son grand-père paternel, Friedrich August Ludwig, pasteur à Wohlmirstedt, puis superintendant à Eilenbourg, ont tous deux enseigné la théologie. Le père de Nietzsche, qui étudie la théologie à Halle avant de devenir précepteur de membres de la famille royale de Prusse, à la cour ducale d'Altenbourg, est un protégé de Frédéric-Guillaume IV. Mais la maladie (de violents maux de tête) le contraint à demander une paroisse dans la région de sa famille, vers Naumburg. Karl-Ludwig et une partie de sa famille s'installent à Röcken en 1842.
Il épouse Franziska Oehler (1826-1897), fille d'un pasteur, en 1843. Ils ont deux fils : Friedrich Wilhelm et Ludwig Joseph (1848-1850), et une fille, Elisabeth Nietzsche (1846-1935).

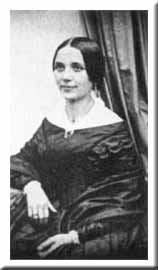
Franziska, la mère de Friedrich.

En août 1848, le père de Nietzsche fait une chute, sa tête heurte les marches de pierre d'un perron. Il meurt un an plus tard, l'esprit égaré, âgé de trente-cinq ans, le 30 juillet 1849. Quelque temps plus tard, en janvier 1850, le frère de Nietzsche meurt à son tour à l'âge de deux ans :

« En ce temps-là, je rêvai que j'entendais l'orgue dans l'église résonner tristement, comme aux enterrements. Et comme je cherchais la cause de cela, une tombe s'ouvrit rapidement et mon père apparut marchant dans son linceul. Il traversa l'église et revint bientôt avec un petit enfant dans les bras. […] Dès le matin, je racontai ce rêve à ma mère bien-aimée. Peu après, mon petit frère Joseph tomba malade, il eut des attaques de nerfs et mourut en peu d'heures.[réf. souhaitée] »

#### Interrogations sur ses origines familiales
Les spécialistes de Nietzsche le qualifient de manière écrasante de « philosophe allemand »,,. D'autres cependant ne lui attribuent pas d'appartenance nationale,,. L'Allemagne n'étant pas encore unifiée à l'époque de sa naissance, Nietzsche est né citoyen de Prusse, laquelle faisait principalement partie de la Confédération germanique. Son lieu de naissance, Röcken, se trouve dans l'État allemand moderne de Saxe-Anhalt. Lorsqu'il a accepté son poste à Bâle, Nietzsche a demandé l'annulation de sa citoyenneté prussienne. Le document officiel de révocation de sa citoyenneté date du 17 avril 1869, et, pour le restant de sa vie, Nietzsche est resté officiellement apatride.

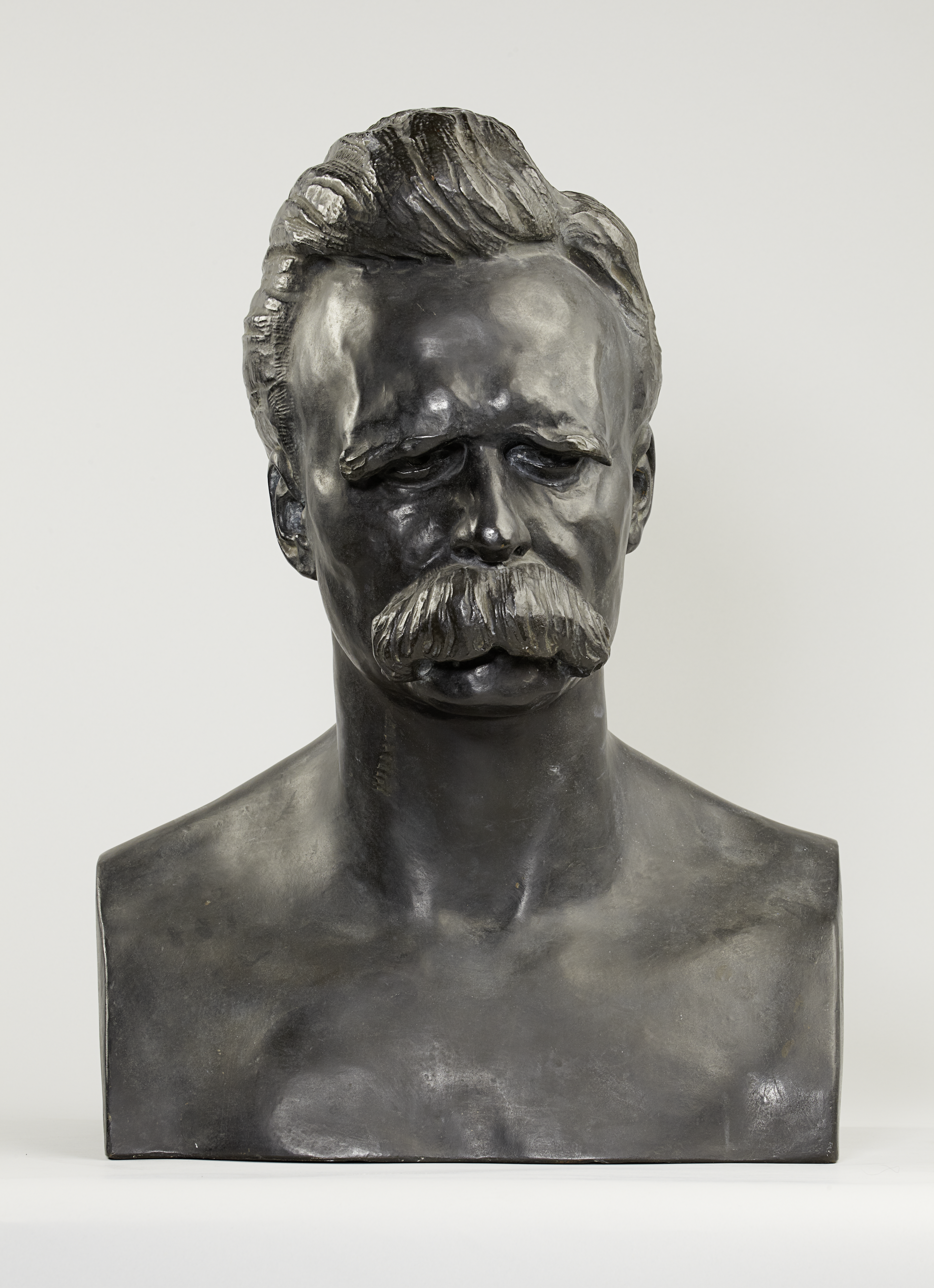
Buste de Nietzsche, par Max Klinger, 1903–1904, au Städel, Francfort.

Vers la fin de sa vie, si ce n'est même plus tôt (mais les sources manquent), Nietzsche croyait ferme que ses ancêtres étaient polonais. Il portait une chevalière arborant les armoiries Radwan (en), traçables jusqu'à la noblesse polonaise du Moyen Âge, et le nom de famille Nicki de la famille noble (szlachta) polonaise à qui appartenaient ces armoiries,. Gotard Nietzsche, un membre de la famille Nicki, avait en effet quitté la Pologne pour la Prusse. Ses descendants se sont ensuite installés dans l'Électorat de Saxe vers l'an 1700. Nietzsche écrit, en 1888 : « Mes ancêtres étaient des nobles polonais (Nietzky) ; le type semble avoir été bien préservé malgré trois générations de mères allemandes ». Plus tard, Nietzsche devient encore plus catégorique au sujet de son identité polonaise. « Je suis un noble polonais pur-sang, sans une seule goutte de mauvais sang, certainement pas de sang allemand ». À une autre occasion, Nietzsche déclare : « L'Allemagne est une grande nation seulement parce que ses habitants ont tant de sang polonais dans leurs veines…. Je suis fier de mon ascendance polonaise ». Nietzsche croyait que son nom aurait pu être germanisé, affirmant, dans une lettre, « On m'a appris à attribuer l'origine de mon sang et de mon nom à des nobles polonais appelés Niëtzky qui ont quitté leur foyer et leur noblesse il y a environ cent ans, cédant finalement à une suppression insupportable : ils étaient protestants ».
La plupart des chercheurs contestent le récit de Nietzsche sur les origines de sa famille. Hans von Müller a démystifié la généalogie avancée par la sœur de Nietzsche en faveur d'une ascendance noble polonaise. Max Oehler (en), cousin de Nietzsche et conservateur des Nietzsche-Archiv (de) à Weimar, a soutenu que tous les ancêtres de Nietzsche portaient des noms allemands, y compris les familles des épouses. Oehler affirme que Nietzsche descendait d'une longue lignée de pasteurs luthériens des deux côtés de sa famille, et les chercheurs modernes considèrent l'affirmation de l'ascendance polonaise de Nietzsche comme une « pure invention ». Colli et Montinari, les éditeurs des lettres rassemblées de Nietzsche, qualifient les affirmations de Nietzsche de « croyance erronée » « sans fondement »,. Le nom même de Nietzsche n'est pas un nom polonais, mais un nom courant dans toute l'Allemagne centrale, sous cette forme et des formes apparentées (comme Nitsche et Nitzke). Le nom dérive du prénom Nikolaus, abrégé en Nick ; assimilé avec le slave Nitz ; il est d'abord devenu Nitsche puis Nietzsche.
On ne sait pas pourquoi Nietzsche voulait être considéré comme descendant de la noblesse polonaise. Selon le biographe R. J. Hollingdale (en), la propagation par Nietzsche du mythe de l'ascendance polonaise pourrait avoir fait partie de sa « campagne contre l'Allemagne ». Nicholas More affirme que les revendications de Nietzsche d'avoir une lignée illustre étaient une parodie des conventions autobiographiques, et soupçonne Ecce Homo, avec ses titres auto-laudatifs, tels que « Pourquoi je suis si sage », d'être une œuvre de satire. Il conclut que la généalogie polonaise supposée de Nietzsche était une plaisanterie — pas une auto-illusion.

### Naumburg
En 1850, alors qu'il a six ans, ce qui reste de la famille vient s’installer à Naumbourg. Friedrich Nietzsche ressent ce départ de Röcken comme un abandon de son village natal :

« l'abandon du village natal ; l'entrée dans l'agitation urbaine, tout cela agit sur moi avec une telle force que chaque jour je la ressens en moi »

— Note d'octobre 1862.
Il souhaite à cette époque être pasteur comme son père. Il développe une conscience scrupuleuse, particulièrement portée à l'analyse et à la critique de soi, et fière, croyant à la noblesse de la famille Nietzsche (selon une tradition familiale transmise par sa grand-mère, les ancêtres des Nietzsche venaient de Pologne et s'appelaient alors Nietzki). Son caractère est bien résumé par cette remarque qu'il fit à sa mère : « Un comte Nietzki ne doit pas mentir. »
Vers 1853, à l'âge de neuf ans, il se met au piano, compose des fantaisies et des mazurkas et écrit de la poésie. Il s'intéresse à l'architecture et même, pendant le siège de Sébastopol, en 1854, à la balistique. Il crée également un théâtre des Arts, où il joue avec ses amis des tragédies qu'il écrit (Les dieux de l'Olympe, Orkadal).
Il entre au collège de Naumburg à l'âge de dix ans, en 1854. Élève brillant, sa supériorité fait que sa mère reçoit le conseil de l'envoyer à Pforta. Elle accepte et obtient une bourse du roi Frédéric-Guillaume IV. En 1858, avant de partir pour Pforta, le jeune Nietzsche, 14 ans, s'interroge sur la nature de Dieu :

« À douze ans, j'ai vu Dieu dans sa toute-puissance. »

— Note de 1858.
Cherchant à expliquer le mal, il l'intègre à la Trinité : le Père, le Fils et le Diable. Nietzsche rédige alors un cahier où il consigne l'histoire de son enfance, et conclut :

« Il est si beau de faire repasser devant sa vue le cours de ses premières années et d'y suivre le développement de l'âme. J'ai raconté sincèrement toute la vérité, sans poésie, sans ornement littéraire… Puissé-je écrire encore beaucoup d'autres cahiers pareils à celui-ci ! »

### Pforta

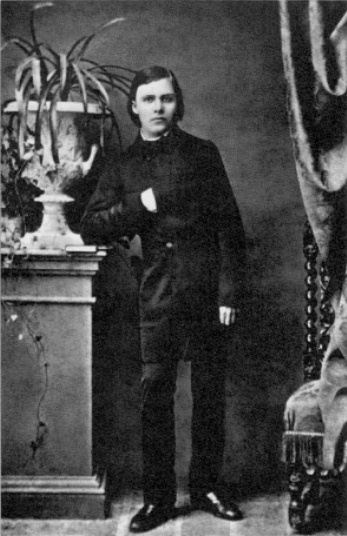
Nietzsche en 1861.

En 1858, âgé de quatorze ans, il entre au collège de Pforta, où passèrent également Novalis, les frères Schlegel et Fichte. Il y fait ses humanités, y rencontre Carl von Gersdorff (1844-1904) (de), avec qui il entretiendra une longue correspondance, et Paul Deussen (1845-1919), le futur sanskritiste. Cette époque est marquée par les premières questions angoissées sur son avenir, par de profonds troubles religieux et philosophiques, et par les premiers symptômes violents de la maladie.
L'unique document dont nous disposons sur les premiers mois de la vie de Nietzsche dans ce collège raconte une anecdote qui exprime sa personnalité : il y avait une discussion à propos de l'histoire de Mucius Scævola. Les camarades de Nietzsche la tenaient pour une légende, personne ne pouvant avoir le courage de plonger sa main dans le feu. Nietzsche, alors, se saisit d'un charbon brûlant dans un poêle allumé et le tint devant les yeux de ses camarades.
Dans le Crépuscule des idoles (« Ce que je dois aux Anciens ») Friedrich Nietzsche rend hommage au philologue Wilhelm Paul Corssen pour la formation de son style littéraire :

« Mon sens du style, de l'épigramme comme un style, a été éveillé presque instantanément lorsque je suis entré en contact avec Salluste. Je n'ai pas oublié la surprise de mon honoré professeur Corssen, quand il eut à donner, à son plus mauvais élève de latin, la meilleure note – j'en avais fini avec un seul coup. »

— Friedrich Nietzsche, Le Crépuscule des idoles
Pendant les vacances d'été 1859, âgé de quinze ans, il visite Iéna et Weimar, écrit quelques récits philosophiques :
« C'est ma vie que je découvre. […] – Même en ce beau monde, il y a des malheureux. Mais qu'est-ce donc, le malheur ? »
À partir de la rentrée d'août 1859, il rédige un journal, projette des plans d'études en géologie, astronomie, latin, hébreu, sciences militaires et enfin en religion. Dévoré d'un appétit de connaissances sans borne, il éprouve de grandes difficultés à se décider pour un domaine d'étude bien délimité :

« Je devrai détruire plusieurs de mes goûts, cela est clair, et, pareillement, en acquérir de nouveaux. Quels seront les malheureux que je jetterai par-dessus bord ? Peut-être mes plus chers enfants ! »

Les années passent dans la discipline sévère de Pforta et, à dix-sept ans, il lit Schiller, Hölderlin (Hypérion et Empédocle), Lord Byron où il trouve son inspiration. Il se passionne pour Manfred. Une phrase le marque :

« Souffrir, c’est connaître : ceux qui savent le plus sont aussi ceux qui ont le plus à gémir sur la fatale vérité ; l’arbre de la science n’est pas l’arbre de vie. »

— Lord Byron, Manfred
Nietzsche aime improviser au piano, provoquant l'admiration de Gersdorff et de Paul Deussen :

« De sept heures à sept heures et demie, nous nous rendions ensemble à la salle de musique. Je ne crois pas que les improvisations de Beethoven aient été plus poignantes que celles de Nietzsche, surtout lorsque l'orage couvait au ciel. »

— Lettre de Gersdorff à Peter Gast, 14 septembre 1900.
Il souhaite alors abandonner la théologie pour devenir musicien, mais sa mère l'en dissuade : il doit continuer ses études. Sa foi est néanmoins de plus en plus faible ; les écrits de cette époque témoignent d'une inquiétude profonde face aux problèmes religieux et philosophiques qu'il rencontre. Il hésite à délaisser l'autorité de la tradition pour les enseignements positifs des sciences naturelles :

« Qu'est-ce que l'humanité ? Nous le savons à peine : un degré dans un ensemble, une période dans un devenir, une production arbitraire de Dieu ? L'homme est-il autre chose qu'une pierre évoluée à travers les modes intermédiaires des flores et des faunes ? Est-il dès à présent un être achevé ? que lui réserve l'histoire ? ce devenir éternel n'aura-t-il pas de fin ? […] Se risquer, sans guide ni compas, dans l'océan du doute, c'est perte et folie pour un jeune cerveau ; la plupart sont brisés par l'orage, petit est le nombre de ceux qui découvrent des régions nouvelles… »

Il commence alors à souffrir de violents maux de tête et de troubles visuels.
Il passe enfin les derniers examens et les réussit, de justesse à cause des mathématiques. Il choisit comme sujet de mémoire de fin d'étude Théognis de Mégare. Malgré ses résultats en mathématiques, ses professeurs lui donnent son diplôme au vu de l'excellence dont il fait preuve dans les autres matières. En octobre 1864, il quitte Naumburg en compagnie de Paul Deussen et d'un cousin de ce dernier, et se rend à l'université de Bonn.

### Bonn
En 1864, âgé de vingt ans, il entre à l'université de Bonn. Il participe à la vie étudiante, malgré son caractère réservé : promenades sur le fleuve, auberges et un duel qu'il fait avec un bon camarade, n'ayant pas d'ennemi. Il reçoit un coup d'épée au visage et en garde une cicatrice. Mais Nietzsche ne se sent pas à son aise dans ce milieu, et il passe seul, dans la tristesse, les fêtes de fin d'année. C'est le début d'une longue série de Noëls solitaires, passés à examiner sa vie, à se reprocher le temps perdu. Cherchant à remédier à la situation, il propose de réformer l'association d'étudiants, la Bonner Burschenschaft Frankonia, mais il est mis à l'écart.
D'abord inscrit en théologie, il délaisse celle-ci pour des études de philologie, une discipline en accord avec son intérêt pour l'Antiquité, notamment la tragédie antique. Mais sa passion de la connaissance rend difficile un choix qui lui soit véritablement agréable. Il travaille avec intensité, pour oublier sa solitude, et aussi grâce au soutien vigoureux de Friedrich Wilhelm Ritschl (1806-1876), un professeur latiniste auteur d'ouvrages importants sur Plaute. Nietzsche écrit alors quelques mémoires. Il ne trouve aucun intérêt aux modes matérialistes et démocratiques de pensée de bien des étudiants de son âge, et se sent toujours tourmenté par la recherche de la vérité :

« Pour un véritable chercheur, le résultat de la recherche n'est-il pas indifférent ? Dans notre effort que cherchons-nous ? le repos, le bonheur ? Non, rien que la vérité, tout effrayante et mauvaise qu'elle puisse être. »

— Lettre à sa sœur.

### Leipzig
Nietzsche suit Ritschl à Leipzig où ce dernier est nommé professeur. Il y découvre Diogène Laërce et Schopenhauer, et fait la connaissance d'Erwin Rohde.
Au cours de ses études à l'université de Leipzig, la lecture de Schopenhauer (Le Monde comme volonté et comme représentation, 1818) va constituer les prémices de sa vocation philosophique. Toutefois, l'importance de cette lecture, qui sera au fondement de sa relation avec Wagner, est contestée, car Nietzsche, à cette même époque, s'intéresse à des penseurs rationalistes, en particulier Démocrite. En outre, il lit bien d'autres penseurs et scientifiques : Lange, von Hartmann, Emerson notamment. C'est à cette époque qu'il s'enthousiasme pour la musique de Wagner, en 1868, à Leipzig.
Une anecdote bien connue, datant de février 1865, rapporte que Nietzsche qui s'est rendu à Cologne pour assister à un festival de musique, est conduit dans une maison de tolérance où il se retrouve au milieu de femmes en tenue très légère : « J'allai droit à ce piano [dans le salon] comme au seul être qui, dans cette pièce, eût une âme. » Il fait une improvisation, se lève et s'enfuit.

## De Bâle à la maladie (1869–1879)
Élève brillant, doué d'une solide éducation classique (milieu dominé par les femmes et imprégné de piétisme protestant), Nietzsche est nommé à 24 ans professeur de philologie à l'université de Bâle, puis professeur honoraire l'année suivante. Il développe pendant dix ans son acuité philosophique au contact de la pensée de l'Antiquité grecque dans laquelle il voit dès cette époque la possibilité d'une renaissance de la culture allemande — avec une prédilection pour les présocratiques, en particulier pour Héraclite et Empédocle, mais il s'intéresse également aux débats philosophiques et scientifiques de son temps. Pendant ses années d'enseignement, il se lie d'amitié avec Jacob Burckhardt et Richard Wagner (qu'il revoit à partir de 1869) dont il serait un parent éloigné.

### Guerre franco-allemande de 1870
En 1870, il s'engage comme infirmier volontaire dans la guerre franco-allemande, mais l'expérience est de courte durée, car Nietzsche contracte la diphtérie. Bien qu'il soit à cette époque patriote, Nietzsche commence à formuler quelques doutes à propos des conséquences de la victoire prussienne.

### Amitié avec Wagner

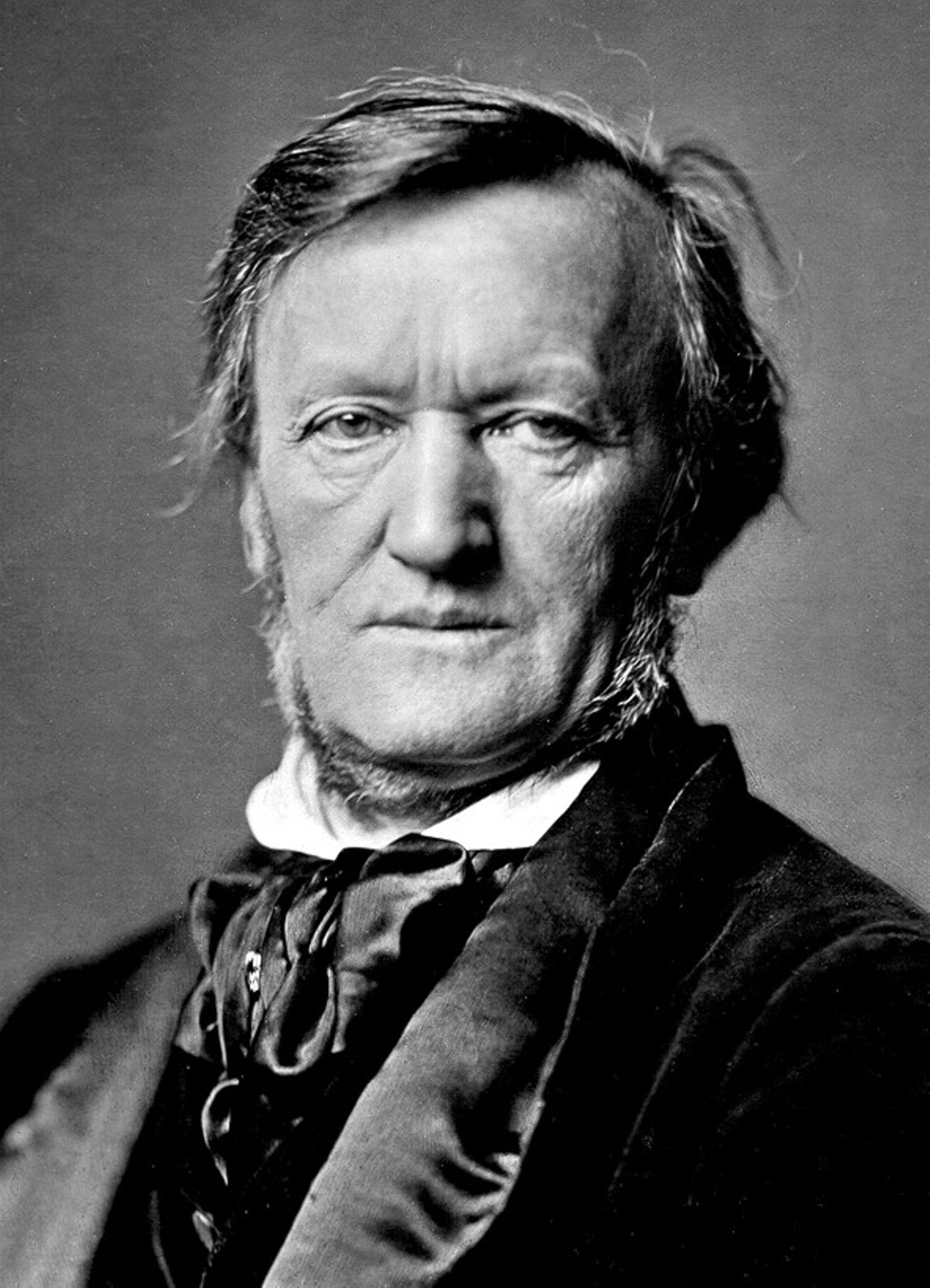
Richard Wagner, ami de Nietzsche à partir de 1868.

En 1872 paraît La Naissance de la tragédie, qui obtient un certain succès, mais qui le discrédite comme philologue et fait l'objet d'une vive querelle avec le philologue Ulrich von Wilamowitz-Moellendorff. Erwin Rohde, philologue et ami de Nietzsche, et Wagner qui considère ce texte comme l'expression de sa pensée, prennent sa défense. Nietzsche formera ensuite le projet d'écrire une dizaine d'essais, les Considérations Inactuelles, mais il n'en paraîtra finalement que quatre, et, mis à part Richard Wagner à Bayreuth, ces œuvres eurent très peu de succès.
Au premier semestre de l'été 1872, il donne des cours sur Eschyle, Les Choéphores, et sur les philosophes “préplatoniciens”. Il fait également un séminaire sur Théognis. Erwin Rohde publie un compte rendu de La Naissance de la tragédie le 26 mai et, à la fin du mois, parait le pamphlet de Willamowitz-Moellendorff contre ce premier ouvrage :
« Que M. Nietzsche tienne parole, qu'il prenne son thyrse, qu'il aille d'Inde en Grèce, mais qu'il descende de sa chaire, où il doit enseigner la science ; qu'il réunisse tigres et panthères à ses pieds, s'il le veut, mais non les jeunes philologues allemands. »
Sa sœur vient s'installer à Bâle le 1er juin.
Le 23 juin, Wagner publie une lettre ouverte à Nietzsche dans la Norddeutsche Allgemeine Zeitung pour prendre sa défense. Dans une lettre du 25, Wagner lui écrit :
« À strictement parler, vous êtes, après ma femme, le seul gain que la vie m'ait apporté. »
Nietzsche se rend à Munich, où se trouve également l'intellectuelle Malwida von Meysenbug, du 28 au 30 juin pour assister à une représentation de Tristan et Isolde dirigée par Hans von Bülow. Le 20 juillet, Nietzsche envoie à ce dernier sa Manfred-Meditation qui est qualifiée d'épouvantable et de nuisible par le chef d'orchestre, et de « viol d'Euterpe. » Franz Liszt jugera bien moins sévèrement une autre œuvre de Nietzsche.
Il prépare une étude, La Joute chez Homère. En septembre et octobre, il se promène en Suisse. Au semestre d'hiver 1872-73, il donne un cours sur la rhétorique grecque et romaine. Les étudiants se font rares, il n'a que deux auditeurs. Rohde se retrouve également isolé et dans une situation difficile. Wagner fait lui-même l'objet d'attaques assez basses (il est jugé cliniquement fou par un professeur de l'université de Munich).
Nietzsche passe Noël 1872 avec sa mère et sa sœur ; il offre à Cosima Wagner, pour son anniversaire, Cinq préfaces à cinq livres qui n'ont pas été écrits. Le 26 décembre, il est à Weimar pour assister à une représentation de Lohengrin. Il rencontre Ritschl à Leipzig qui le blâme de son manque de réussite en tant que professeur. L'incompréhension, ou peut-être l'amertume, du maître est extrême ; dans une lettre à Wilhelm Vischer datée du 2 février 1873, il fait de Nietzsche ce portrait instructif :
« Mais notre Nietzsche ! – C'est vraiment un chapitre affligeant, comme vous l'exprimez vous-même dans votre lettre – en dépit de toute votre bienveillance pour l'homme remarquable qu'il est. Il est étonnant de constater comment dans cet être deux âmes cohabitent. D'une part, la méthode la plus rigoureuse dans la recherche scientifique et académique […] d'autre part, cet engouement wagnéro-schopenhauérien pour les mystères de la religion esthétique, cette exaltation délirante, ces excès d'un génie transcendant jusqu'à l'incompréhensible ! »
Du 6 au 12 avril, Rohde et Nietzsche sont à Bayreuth. Nietzsche lit à Cosima et à Wagner le manuscrit de La Philosophie à l'époque tragique des Grecs. Il revient à Bâle le 15 avril, où il commence sa première Considération inactuelle sur David Strauss.

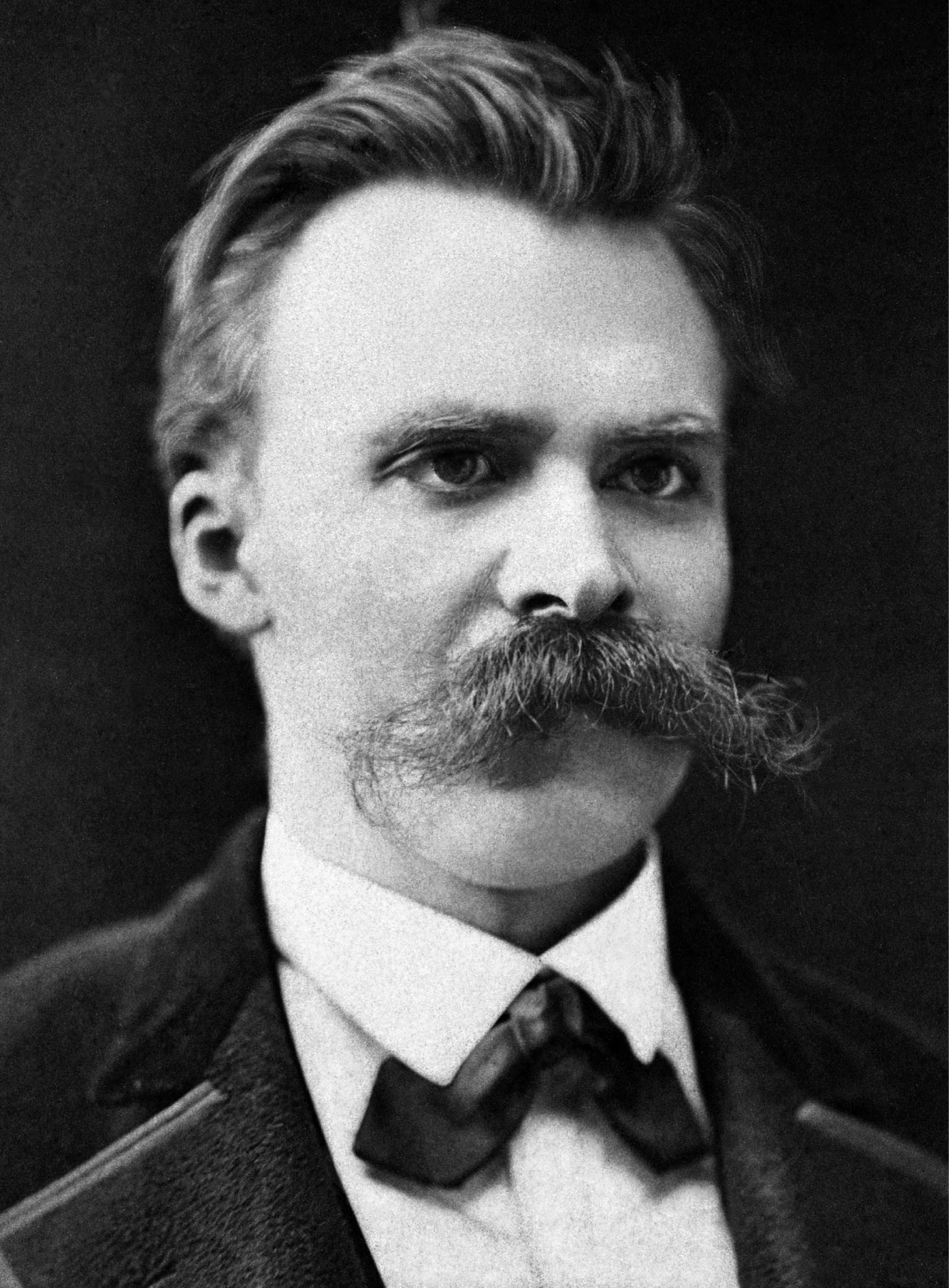
Friedrich Nietzsche vers 1875.

Vers 1875, Nietzsche tombe gravement malade, et, à la suite de plusieurs malaises, ses proches le croient à l'agonie. Presque aveugle, subissant des crises de paralysie, de violentes nausées, l'état d'esprit de Nietzsche se dégrade au point d'effrayer ses amis par un cynisme et une noirceur qu'ils ne lui connaissaient pas. Nietzsche commence à se détacher de Wagner qui le déçoit de plus en plus, et il considère le milieu wagnérien comme un rassemblement d'imbéciles n'entendant rien à l'art wagnérien. Alors que Nietzsche rédige Richard Wagner à Bayreuth, il écrit dans ses carnets une première critique de son ancien ami. Non seulement il ne se sent plus lié avec ce dernier par la philosophie de Schopenhauer, mais Wagner se révèle un ami indiscret, ce qui conduira Nietzsche à ressentir certains propos de Wagner comme des offenses mortelles. Wagner soupçonne en effet Nietzsche de quelques penchants « contre nature » censés expliquer son état maladif : « un effet de penchants contre nature préfigurant la pédérastie ».
Nietzsche abandonne alors ses idées sur l'Allemagne dans lesquelles il ne voit plus que grossièreté et illusions. Il discute longuement avec Paul Rée, avec qui il partage ses idées et son cynisme sur l'hypocrisie de la morale, il commence à écrire un livre, d'abord intitulé Le soc, puis Humain, trop humain. Quand Wagner reçoit ce dernier livre (envoi auquel il ne répondra pas), Cosima Wagner, l'épouse de Richard, écrit dans son journal : « Je sais qu'ici le mal a vaincu. » L'antisémitisme de Cosima semble également avoir joué un rôle dans la rupture entre son mari et Nietzsche.
En 1877, Marie Baumgartner traduit en français Richard Wagner à Bayreuth.
En 1878, il rompt avec Wagner.
En 1879, Nietzsche obtient une pension car son état de santé l'oblige à quitter son poste de professeur. Il commence alors une vie errante à la recherche d'un climat favorable aussi bien à sa santé qu'à sa pensée, à Venise, Gênes, Turin, Nice, Sils-Maria… :

« Nous ne sommes pas de ceux qui n'arrivent à former des pensées qu'au milieu des livres — notre habitude à nous est de penser en plein air, marchant, sautant, grimpant, dansant… »

## Errance en Italie et en France (1879-1888)
À la fin du mois d'avril 1881, Nietzsche, à Gênes, travaille à la correction des épreuves d'Aurore avec Peter Gast. Le travail est achevé à la mi-juin. En juillet, il est à Sils-Maria et lit Hellwald (Histoire de la civilisation, La Terre et ses habitants) ainsi que le livre de Kuno Fischer sur Spinoza. Il voit en ce dernier l'un de ses précurseurs.
C'est au mois d'août que lui viennent ses pensées sur l'éternel retour.
En septembre, il étudie les sciences de la nature, il écrit à Overbeck (18 septembre) :
« Sum in puncto desperationis. Dolor vincit vitam voluntatemque. »
— Je suis désespéré. La douleur a vaincu la vie et la volonté.
Il retourne à Gênes à la fin du mois où, toujours en mauvaise santé, Nietzsche entend la Sémiramide de Rossini, Giulietta e Romeo et Sonnambula de Bellini. Il entend également Carmen, l'opéra de Bizet, qui le marquera à vie. À la mi-décembre, Nietzsche projette d'écrire une suite à Aurore.

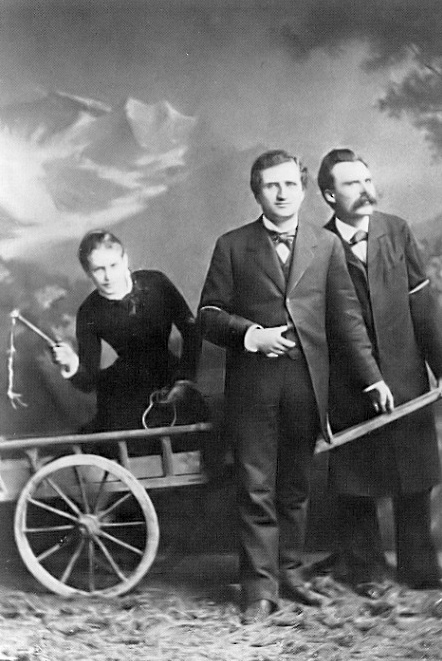
Lou Andreas-Salomé, Paul Rée et Nietzsche en 1882.

Invité à Rome par Malwida von Meysenbug, en avril 1882, Nietzsche fait la connaissance de Lou Andreas Salomé dont il tombe éperdument amoureux. Puis Lou, Rée et Nietzsche se rendent en Suisse. Nietzsche corrige les épreuves des Idylles de Messine et met au propre une copie du Gai Savoir.
Nietzsche passe les mois de novembre et décembre 1882, à Rapallo. Ses relations avec Lou Andreas-Salomé et Paul Rée se dégradent. À la fin du mois de janvier 1883, il écrit au propre la première partie d' Ainsi parlait Zarathoustra.

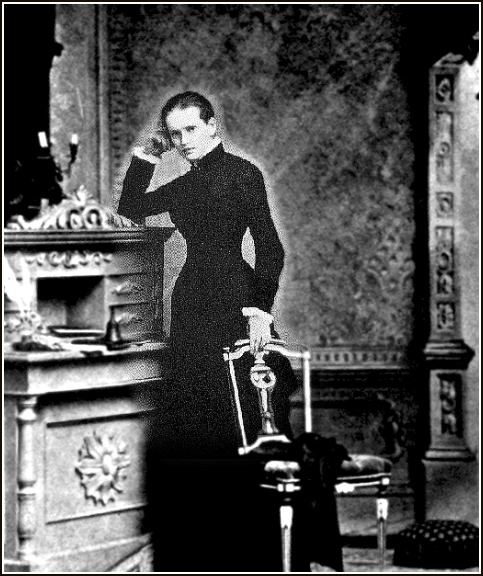
Louise von Salomé, Zurich, 1882.

Le 13 février, Wagner meurt. Nietzsche l'apprend le lendemain et écrit à Cosima.
Nietzsche est ensuite de nouveau à Gênes à partir du 23 février 1883. Il lit le livre de son ami Paul Deussen sur la doctrine des Védanta. Il rompt ses relations avec Rée et Lou, et déprime gravement :

« Je ne comprends plus du tout « à quoi bon » je devrais vivre, ne fût-ce que six mois de plus »

— Lettre à Overbeck, 24 mars.
Le jugement de Gast à propos de Zarathoustra lui remonte le moral : « À ce livre il faut souhaiter la diffusion de la Bible, son prestige canonique, la série de ses commentaires, sur laquelle repose en partie ce prestige. » (Lettre à Nietzsche, 2 avril 1883). Vers la fin du mois, il renoue avec sa mère et se décide à rencontrer sa sœur à Rome, où il loge chez le peintre Max Müller. Avec sa sœur, il voyage en Suisse et séjourne de nouveau à Sils-Maria. Il écrit la deuxième partie d'Ainsi parlait Zarathoustra au mois de juillet. Il se brouille définitivement avec Lou :

« Elle me manque, même avec ses défauts. […] Maintenant c'est comme si j'étais condamné au silence ou à une sorte d'hypocrisie humanitaire dans mes rapports avec tous les hommes. »

— Lettre à Overbeck, fin août.
Fin août 1883, il retrouve Overbeck à Schuls, et envisage de donner des cours à Leipzig. Le recteur de l'université, qui est un ami de Nietzsche, lui explique que sa candidature serait un échec à cause de ses idées sur le christianisme. Il part alors pour Naumburg le 5 septembre. Sa sœur se fiance avec Bernard Förster, l'antisémite soi-disant admirateur de Nietzsche.
Il passe à Bâle début octobre, chez les Overbeck, puis à Gênes. Il tombe malade, ressent la solitude de plus en plus durement, et fait le bilan accablant des dernières années qu'il vient de passer. À la fin novembre, il passe à Villefranche, puis s'installe à Nice pour l'hiver. Il rencontre Joseph Paneth, l'ami de Freud. Il est de plus en plus malade : Malade, malade, malade ! (Lettre à Overbeck, 26 décembre 1883). Il écrit néanmoins la troisième partie d'Ainsi parlait Zarathoustra en janvier 1884, après notamment des promenades le long du chemin qui portera son nom à Èze. Enthousiasmé par Peter Gast, Nietzsche s'interroge avec inquiétude sur la portée de sa philosophie :

« Est-elle « vraie » ou plutôt sera-t-elle crue vraie — c'est ainsi que « tout » changera et se renversera et que « toutes » les valeurs traditionnelles seront dévaluées »

— Lettre à Overbeck, 10 mars 1884).
Il rompt de nouveau avec sa sœur : « Ce maudit antisémitisme est la cause d'une rupture radicale entre ma sœur et moi. » (Lettre à Overbeck, 2 avril).
À la fin du mois d'avril, il se rend à Venise avec Peter Gast :

« je frémis à la pensée de tout l'injuste et l'inadéquat qui un jour ou l'autre se réclamera de mon autorité »

— Lettre à Mawilda von Meysenburg, juin 1884).
Puis il est de nouveau chez les Overbeck, à Bâle, de la mi-juin au 2 juillet. Il fait la connaissance de la militante Meta von Salis à Zürich vers la mi-juillet : le philosophe est « fasciné par cette aristocrate éloquente, avec qui il passe beaucoup de temps ».
Il séjourne pour la troisième fois à Sils-Maria de juillet à septembre. Du 26 au 28 août, il reçoit Heinrich von Stein (de).
À Nice, en janvier 1885, il écrit la quatrième partie d'Ainsi parlait Zarathoustra et la fait paraître à ses frais, vers la fin mars, en tirage limité à 40 exemplaires.
Le 22 octobre 1887, Nietzsche, venant de Venise, arrive à Turin. Il s'installe à la pension de Genève :

« Dix ans de maladie, plus de dix ans ; et pas simplement une maladie pour laquelle il existe des médecins et des remèdes. Quelqu'un sait-il seulement ce qui m'a rendu malade ? Ce qui, des années durant m'a tenu au seuil de la mort, et appelant la mort ? Je n'en ai pas l'impression. […] Ces dix dernières années que j'ai derrière moi m'ont fait amplement apprécier ce que cela signifie d'être seul, isolé à ce point. […] Pour n'en retenir que le meilleur, cela m'a rendu plus indépendant ; mais aussi plus dur, et plus contempteur des hommes que je ne le souhaiterais moi-même. »

— Lettre à Overbeck, 12 novembre.
Il écrit beaucoup, avec le sentiment de la tâche accomplie ou sur le point de l'être :

« je sais ce qui est fait, et ce qui est définitivement réglé : c'est un trait qui est tiré sous toute mon existence jusqu'alors : — voilà le sens des dernières années. Sans doute, par cela même, l'existence que j'ai menée jusqu'ici a révélé ce qu'elle était réellement — une simple promesse. »

— Lettre à Peter Gast, 20 décembre.
Il lit Montaigne, Galiani, le Journal des Goncourt. Le 26 novembre, il reçoit une lettre de Georg Brandes :

« Vous faites partie du petit nombre d'hommes avec qui j'aimerais causer. »

Vers la fin de l'année, Nietzsche retombe dans la dépression :

« le poids de mon existence pèse à nouveau plus lourd sur mes épaules ; presque pas un jour entièrement bon ; »

— Lettre à Overbeck, 28 décembre.
Néanmoins, dans les mois suivant, qu'il passe à Nice, il travaille beaucoup et annonce à Gast, dans une lettre du 13 février 1888, qu'il a terminé la mise au propre du premier livre de l'Essai d'une inversion des valeurs. (cf. Cahiers WII 1, WII 2, WII 3). Il lit Plutarque, Baudelaire, Dostoïevski, Tolstoï, Renan, Benjamin Constant. Sa célébrité s'accroît : Carl Spitteler fait des comptes rendus des livres de Nietzsche dans le canton de Berne, et Georg Brandes fait des conférences sur la pensée de Nietzsche à Copenhague.
Il quitte Nice le 2 avril, et se rend en pèlerinage à Gênes le 4, avant de parvenir à Turin, ville « pour les pieds comme pour les yeux, un lieu classique ! » (Lettre à Gast, 7 avril). Il rédige le Cas Wagner et travaille toujours autant (cf. Cahiers WII 5, WII 6). Son humeur est particulièrement joyeuse :

« il souffle ici un air délicieux, léger, espiègle, qui donne des ailes aux pensées trop lourdes… »

— Lettre à Gast, 1er mai.
À Sils-Maria depuis le début du mois de juin, sa santé se dégrade de nouveau. Il se diagnostique un épuisement nerveux général incurable en partie héréditaire (Lettre à Overbeck, 4 juillet). Il s'occupe de l'impression du Cas Wagner et élabore un dernier plan de la Volonté de puissance. Essai d'une inversion de toutes les valeurs, daté du 29 août. Il lit la Vie de Richard Wagner par Ludwig Nohl, et Rome, Naples et Florence de Stendhal qu'il admire. Il passe quelques semaines avec son amie Meta von Salis. Richard Meyer, un étudiant d'origine juive, lui offre anonymement 2 000 marks. Nietzsche emploie alors toutes les ressources dont il dispose pour faire imprimer ses livres et se plaint des pratiques douteuses[précision nécessaire] de certains éditeurs :

« Mais je suis en guerre : je comprends que l'on soit en guerre avec moi. »

— Lettre à Spitteler, 25 juillet.
Il reste à Sils-Maria jusqu'au 20 septembre.
Après un voyage difficile, Nietzsche arrive de nuit à Turin. Le Cas Wagner paraît alors, tandis qu'il travaille avec Gast à l'impression du Crépuscule des Idoles et que le manuscrit de L'Antéchrist est prêt pour l'impression, le 30 septembre.

## Folie (1889-1900)

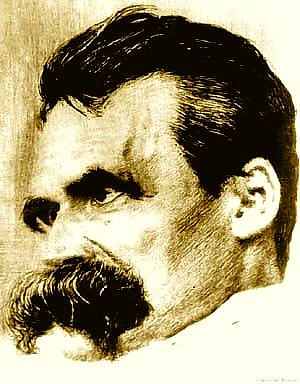
Portrait datant de 1889.

### Effondrement
Nietzsche s'effondre, le 3 janvier 1889, à Turin. Croisant une voiture dont le cocher fouette violemment le cheval, il s'approche de l'animal, enlace son encolure, éclate en sanglots, et interdit à quiconque d'approcher le cheval. Comme le commentera Derrida : « [I]l fut assez fou pour pleurer auprès d'un animal, sous le regard ou contre la joue d'un cheval. Parfois je crois le voir prendre ce cheval pour témoin, et d'abord, pour le prendre à témoin de sa compassion, prendre sa tête dans ses mains ».
Son ami Franz Overbeck, alerté par des lettres délirantes de Nietzsche, accourt le 8 janvier, à Turin. Nietzsche chante et hurle sans cesse depuis plusieurs jours, prétendant être le successeur de Napoléon pour refonder l'Europe, créer la « grande politique ». Vu l'état d'agitation extrême de Nietzsche, Overbeck se fait aider par un dentiste bâlois de passage à Turin, qui, pour le calmer, lui fait croire qu'à Bâle on prépare des festivités et des cérémonies en son honneur. Au départ de la gare de Turin, Nietzsche veut haranguer la foule ; on lui fait comprendre que ce n'est pas digne d'un homme de son rang.
Arrivé à Bâle, on le conduit dans une clinique d'aliénés dont le directeur s'est entretenu avec Nietzsche sept ans plus tôt. Nietzsche se rappelle en détail cette rencontre, mais ne se rend pas compte qu'il est dans un asile d'aliénés — il remercie pour le bon accueil qui lui est fait.
Au début de cette folie, Nietzsche semble s'identifier aux figures de Dionysos et du Christ, pour lui symboles de la souffrance et de ses deux expressions les plus opposées. Il parle constamment et chante beaucoup, se rappelant encore ses compositions musicales et ses poèmes. Selon le témoignage de son ami Overbeck, il est alors encore capable d'improviser au piano de bouleversantes mélodies ; pendant quelque temps, il sera encore capable de tenir des conversations, mais celles-ci, selon son ami Overbeck, sont stéréotypées et Nietzsche ne semble capable que d'évoquer certains souvenirs. Il prononce encore quelques phrases, comme ce jour où, sur une terrasse ensoleillée, il s'adresse à sa sœur : « N'ai-je pas écrit de beaux livres ? » ; il note encore quelques phrases plus ou moins cohérentes comme celle-ci : « Maman, je n'ai pas tué Jésus, c'était déjà fait. » Sa mère est en effet très pieuse, et les différends de Nietzsche avec elle en matière de religion remontent à l'adolescence.
Puis, au bout de quelques années, il sombre dans un silence presque complet, jusqu'à sa mort. Quand Overbeck le revoit pour la dernière fois, en 1892, il trouve Nietzsche dans un état végétatif.
Sa mère, puis sa sœur revenue d'Amérique du Sud, le soignent jusqu'à sa mort, le 25 août 1900.

### Causes de la folie
Après la Seconde Guerre mondiale, le psychiatre Lange-Eichbaum (de) affirme que Nietzsche souffrait de la syphilis, mais sans aucune preuve.
On s'est beaucoup interrogé sur les causes de sa maladie et l'image même d'un penseur devenu fou a conduit à diverses appropriations, du vivant même de Nietzsche. Certaines théories à ce sujet ont eu pour but de réduire la pensée de Nietzsche à sa folie. Une explication qui fut couramment acceptée, est relative à la syphilis que Nietzsche aurait contractée, comme nombre d'artistes et écrivains célèbres de son temps, et qui dans sa phase tertiaire, dite de « neurosyphilis » peut mimer toutes sortes de pathologies psychiatriques. Nietzsche, au début de sa folie (« folie » qui ne l'empêchait pas dans les premiers temps de discuter presque normalement), déclara avoir été infecté en 1866. Il semble, d'après les travaux d'Otto Binswanger, qui s'est occupé de lui lors de son internement, que Nietzsche ait présenté une démence vasculaire : maladie de Binswanger comparable à la leucoaraiose, ce qui va dans le sens des propos de Franz Overbeck, qui, quand il le revoit pour la dernière fois, en 1892, trouve Nietzsche dans un état végétatif.
Un médecin, le docteur Leonard Sax, directeur du Montgomery Centre for Research in Child Development, a émis l'hypothèse que Nietzsche avait en réalité une tumeur cérébrale. L'autopsie du père de Nietzsche avait déjà montré la présence d'une tumeur au cerveau. Les témoignages rassemblés par Curt Paul Janz, grand biographe de Nietzsche, montrent que plusieurs proches de Nietzsche étaient des « originaux », et quelques-uns malades des nerfs. On peut donc également évoquer une affection psychiatrique ou une pathologie neurologique au travers de ces antécédents. Nietzsche a également rapporté le témoignage de sa tante Rosalie, selon laquelle le père de Nietzsche fut soudain atteint de troubles mentaux, qu'il devint incapable de parler, avant de mourir quelques mois plus tard.[réf. nécessaire]
Des hypothèses de 2006 évoquent une dégénérescence lobaire fronto-temporale de type comportementale ou un CADASIL, maladie neurovasculaire de cause génétique comportant migraine, accidents vasculaires cérébraux en zone muette et manifestations psychiatriques dont le diagnostic rétrospectif pourrait en théorie être formellement établi par un séquençage du gène NOTCH3 (en) sur ADN prélevé sur matériel biologique restant,.
Curt Paul Janz (tome I, page 172, 173) conclut formellement à une syphilis, contractée à Leipzig, classiquement et pudiquement diagnostiquée, à l'époque, comme « paralysie générale » (c.à.d. une neurosyphilis) lorsqu'elle entre en phase finale : « Si le moment de la contamination demeure donc incertain, nous ne saurions, pour le reste, mettre en doute le témoignage d'un psychiatre aussi sérieux que Lange-Eichbaum. D'après l'état actuel des recherches médicales, nous pouvons ainsi considérer comme établi que la paralysie ultérieure de Nietzsche ne put être causée que par la syphilis, et que celui-ci fut donc, comme l'affirme Lange-Eichbaum, soigné de cette maladie à Leipzig ». Les conséquences physiques, neurologiques et psychiatriques de la neurosyphilis sont désormais bien connues. Nietzsche se savait contaminé, les conséquences d'ordre biographiques ne pouvaient être que considérables, notamment quant à ses rapports aux femmes, déjà problématiques avant cette contamination. Idéalement, l'exhumation et un examen médico-légal mettraient un terme aux controverses à ce sujet.

### Influence d'Elisabeth
Nietzsche devenu aliéné, c'est sa sœur, Elisabeth, qui gère la publication des œuvres et des carnets de son frère. Elle fonde dans ce but le Nietzsche-Archiv et met toute son énergie à faire connaître les œuvres de son frère. Sœur dévouée que Nietzsche aimait profondément jusqu'à ce qu'elle se marie avec un antisémite virulent, Bernhard Förster, elle a été une fervente admiratrice de Guillaume II et adhérera ensuite à certaines idées nazies, rencontrant Hitler (qu'elle soutiendra comme elle soutiendra également Mussolini). Elle fait publier les dernières œuvres de Nietzsche, mais manipule certains textes de son frère. Elle compose ainsi La Volonté de puissance, livre dont Nietzsche a élaboré plusieurs plans sans jamais l'achever, préférant en tirer plusieurs livres distincts. Elle écrit également plusieurs livres sur son frère, qui ont été remis en cause en raison de leur caractère hagiographique. La critique historique a même établi qu'Elisabeth avait falsifié des œuvres de jeunesse, des lettres et des fragments posthumes de son frère.
Malgré les opinions nazies et les manipulations avérées de la sœur de Nietzsche, ces falsifications et l'enrôlement par le nazisme sont deux aspects de la réception du texte nietzschéen qui restent nettement distincts,. Si Elisabeth a cherché activement à associer le nom de Nietzsche à ceux d'Hitler et de Mussolini, elle a eu également l'occasion d'écrire à plusieurs reprises combien son frère était opposé à l'antisémitisme, et a expliqué les propos anti-juifs de Nietzsche dans les années 1870 par une influence du milieu wagnérien dont il s'était par la suite libéré. Il est donc difficile de voir dans la sœur de Nietzsche une instigatrice de la récupération des textes nietzschéens.

## Chronologie générale
Légende :
<Nom> = première rencontre de "Nom".
Publications. — Les années indiquées sont celles de première parution. Les abréviations suivantes sont utilisées : A = Aurore. — AC = L’Antéchrist. — CI = Le Crépuscule des idoles. — CW = Le Cas Wagner. — DD = Dithyrambes de Dionysos. — EH = Ecce homo. — GM = La Généalogie de la morale. — GS = Le gai Savoir. — HTH = Humain, trop humain. — Inact = Considérations inactuelles. — NT = La Naissance de la tragédie. — NW = Nietzsche contre Wagner. — OS = Opinions et sentences mêlées. — PBM = Par delà bien et mal. — VO = Le Voyageur et son ombre. — [VP] = La Volonté de puissance (compilation arbitraire de notes de N., publiée par sa sœur). — Za = Ainsi parlait Zarathoustra.
|           | Phases                   | Lieux                              | Événements, activités | Publications                                                                                |
| --------- | ------------------------ | ---------------------------------- | --- | ------------------------------------------------------------------------------------------- |
| 1844-1850 | Enfance                  | Röcken                             | 44 : naissance le 15 octobre. — 46 : naissance de la sœur. — 48 : naissance du frère. — 49 : mort du père. — 50 : mort du frère. |                                                                                             |
| 1850-1858 | Enfance                  | Naumbourg                          | 50 : <Wilhelm Pinder>, <Gustav Krug> — 51 : premières leçons de piano. — 55 : décès de la tante. — 56 : décès de la grand-mère. |                                                                                             |
| 1858-1864 | Collège                  | Pforta                             | 58 : entrée au collège de Pforta ; <Paul Deussen> 60 : N. fonde la société Germania. — 61 : <Carl von Gersdorff> 64 : baccalauréat (août) |                                                                                             |
| 1864-1865 | Étudiant                 | Bonn                               | 64/65 : inscription à la faculté de théologie, suivi des cours de Friedrich Ritschl ; inscription à l’association d’étudiants Franconia. |                                                                                             |
| 1865-1869 | Étudiant                 | Leipzig                            | Suivi des cours de Friedrich Ritschl ; 66 : Association philologique créée par Ritschl ; <Heinrich Romundt>, <Erwin Rohde> 67 : début du service militaire (9 octobre) 68 : accident de cheval (mars) ; fin du serv. mil. (oct.) ; <Richard Wagner> (Leipzig, 8 novembre) |                                                                                             |
| 1869-1879 | Professeur de philologie | Bâle                               | 69 : nomination comme professeur extraordinaire (février) ; <Jacob Burckhardt> ; abandon de la nationalité prussienne (avril) ; 1re visite à R. Wagner (Tribschen, 15 mai). 70 : <Franz Overbeck> (avril) ; nomination comme professeur ordinaire (avril) ; infirmier volontaire pendant la guerre (août-sept. ; dysenterie). 72 : dernière des 23 visites à Richard Wagner et Cosima à Tribschen (avril) ; pose de la première pierre du th. de Bayreuth (22 mai, 59 ans de RW) et <Malwida von Meysenbug> (mai) 73 : <Paul Rée> (mai) 74 : <Albert Brenner> ; <Marie Baumgartner> (nov.) 75 : <Heinrich Köselitz>, alias Peter Gast 76 : 1er festival de Bayreuth (août) ; N. y assiste à la fin des répétitions et au premier cycle du Ring ; <Édouard Schuré> 76-77 : Séjour à Sorrente (27 octobre-7 mai ; invité par Malwida von M. ; avec P. Rée et Albert Brenner) ; dernière rencontre avec les Wagner (5 novembre 76) et rupture. 79 : démission pour raison de santé (2 mai) ; il se voit allouer une pension. | 72 : NT 73 : Inact I 74 : Inact II et III 76 : Inact IV 78 : HTH I 79 : OS                  |
| 1879-1889 | Vie errante              | Allemagne, Italie, Suisse, France. | 81 : idée de l’éternel retour (Surlei, Engadine, août) ; découverte de Carmen de Bizet (27 novembre, Gênes) 82 : <Lou Salomé> (Saint-Pierre de Rome, avril ; N. demande Lou en mariage — via Paul Rée —, refus ; Monte sacro d’Orta, 5 mai ; photo à Lucerne avec Paul Rée, 13 mai ; demande en mariage — directe — et nouveau refus de Lou ; passage à Tribschen ; Tautenburg, trois semaines en août) 83 : mort de Richard Wagner (13 février, Venise) 84 : <Meta von Salis> (juillet, Zurich) 88 : abandon du projet de La Volonté de puissance (août) ; écriture de EH ; relations épistolaires avec Hippolyte Taine, August Strindberg, Jean Bourdeau, Georg Brandes. Séjours longs : 1 été à Saint-Moritz (79) 3 hivers à Gênes (80/81, 81/82, début 83) 5 séjours à Venise : 4 au printemps (80, 84 à 86) ; 1 en automne (octobre 87) 1 été à Tautenburg (82) 1 hiver à Rapallo (82/83) 7 étés à Sils-Maria (81, 83 à 88) 5 hivers à Nice (83/84 à 87/88) 2 séjours à Turin (88 : avril-mai et sept-jan.)          | 80 : VO 81 : A 82 : GS 83 : Za 1 84 : Za 2 et 3 85 : Za 4 86 : PBM 87 : GM 88 : CW, CI, NW. |
| 1889-1900 | Folie                    | Turin Iéna Naumbourg Weimar        | 89 : effondrement : épisode du cheval battu (Turin, 3 janvier) ; billets de la folie (1er-6 janvier) ; Bâle (10 janvier…) ; Iéna : clinique (17 janvier…). 90 : déplacement de N. dans un quartier privé, Iéna (24 mars…) ; déplacement de N. à Naumburg (12 mai…). 94 : création des Archives Nietzsche, dirigées par la sœur. 96 : déplacement des Archives Nietzsche à Weimar. 97 : mort de la mère (20 avril) ; déplacement de N. à Weimar (20 juillet…). 00 : décès de N. (25 août 1900, Weimar) — inhumation à Röcken. | 92 : DD (dans Za) 94 : AC                                                                   |
| posthume  | posthume                 | posthume                           | 09 : rupture de Peter Gast avec la sœur. 18 : mort de Peter Gast. 35 : mort de la sœur. | 01 : [VP] 08 : EH                                                                           |

## Portraits

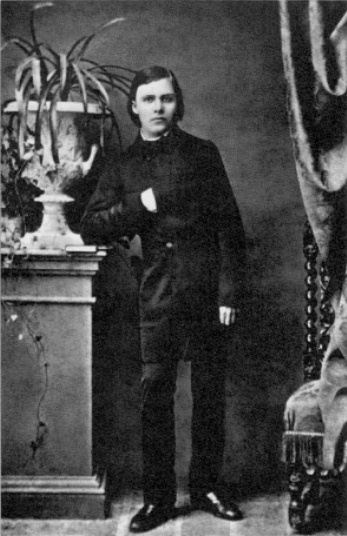
Nietzsche en 1861 à l'âge de 16 ans.
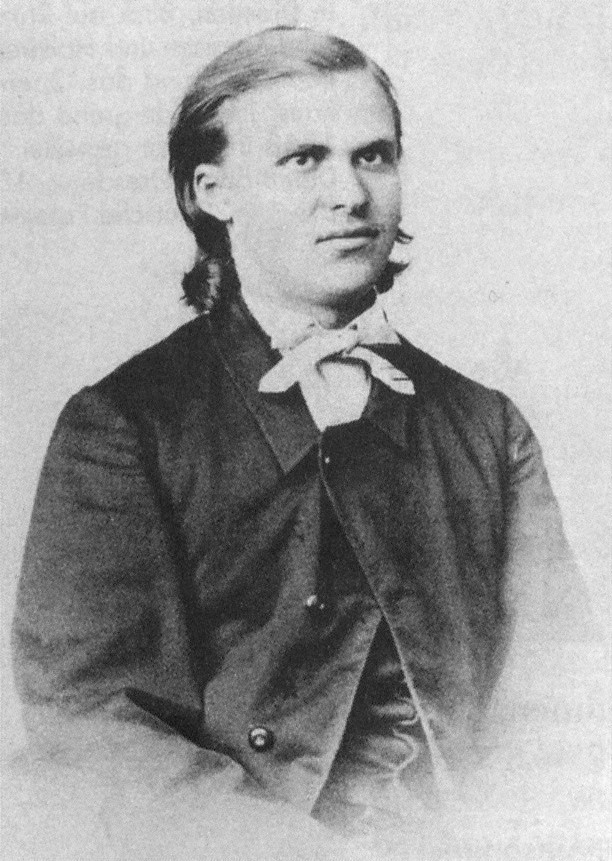
Nietzsche en 1862 à l'âge de 17 ans.
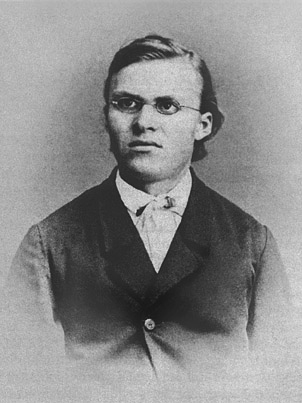
Nietzsche en 1864 à l'âge de 19 ans.
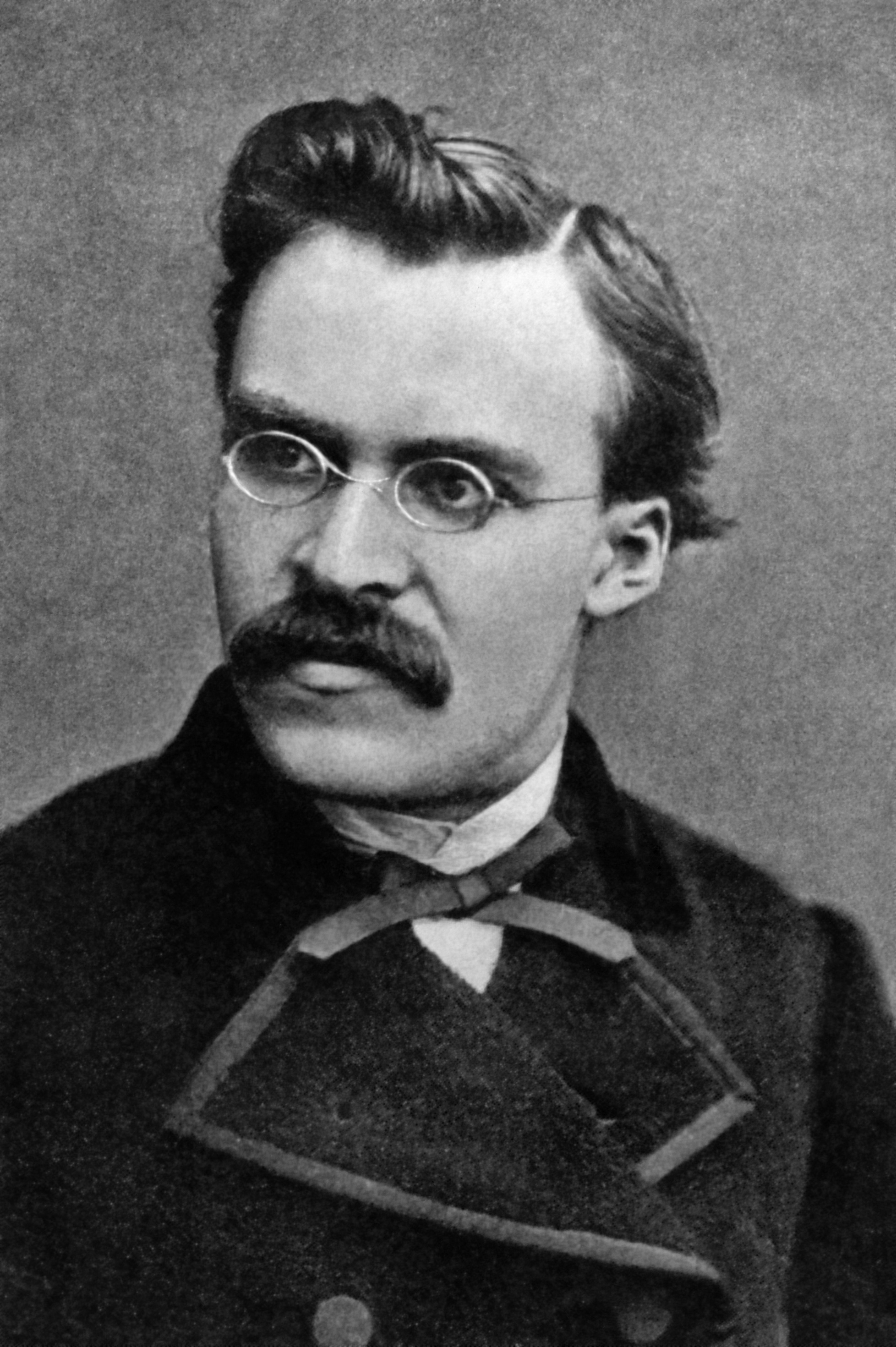
Nietzsche en 1869 à l'âge de 24 ans.
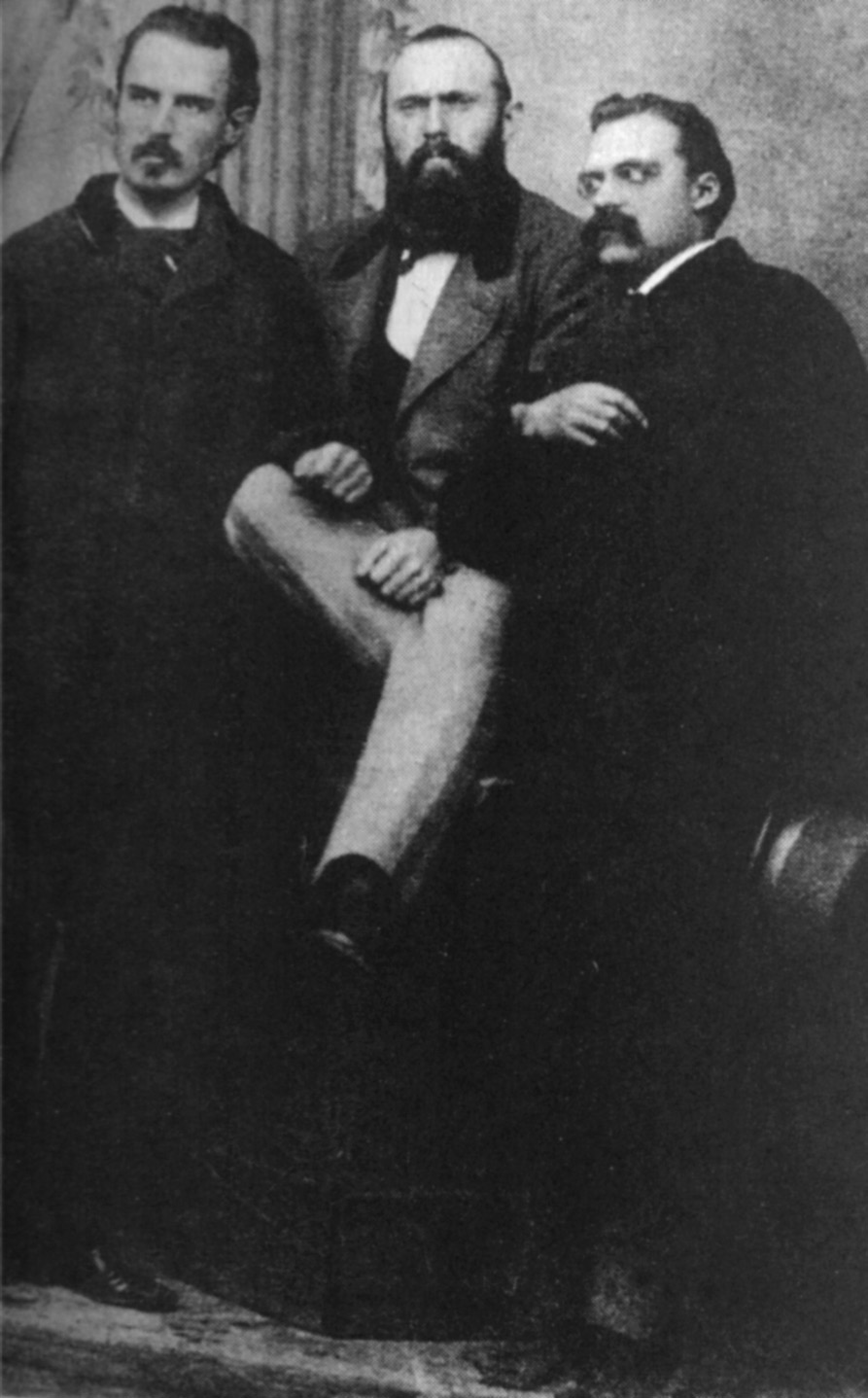
Nietzsche avec Erwin Rohde et Carl von Gersdorff en 1872 à l'âge de 26/27 ans.
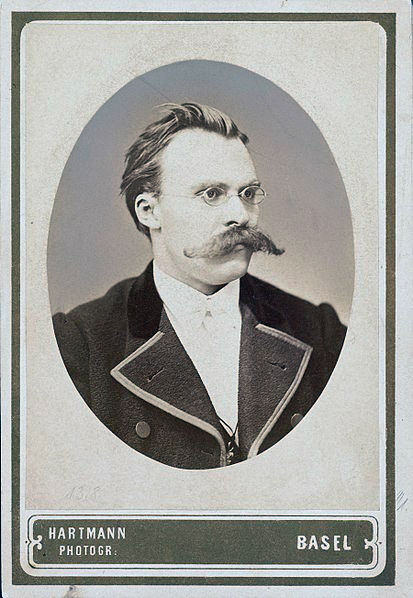
Nietzsche en 1872 à l'âge de 27 ans.
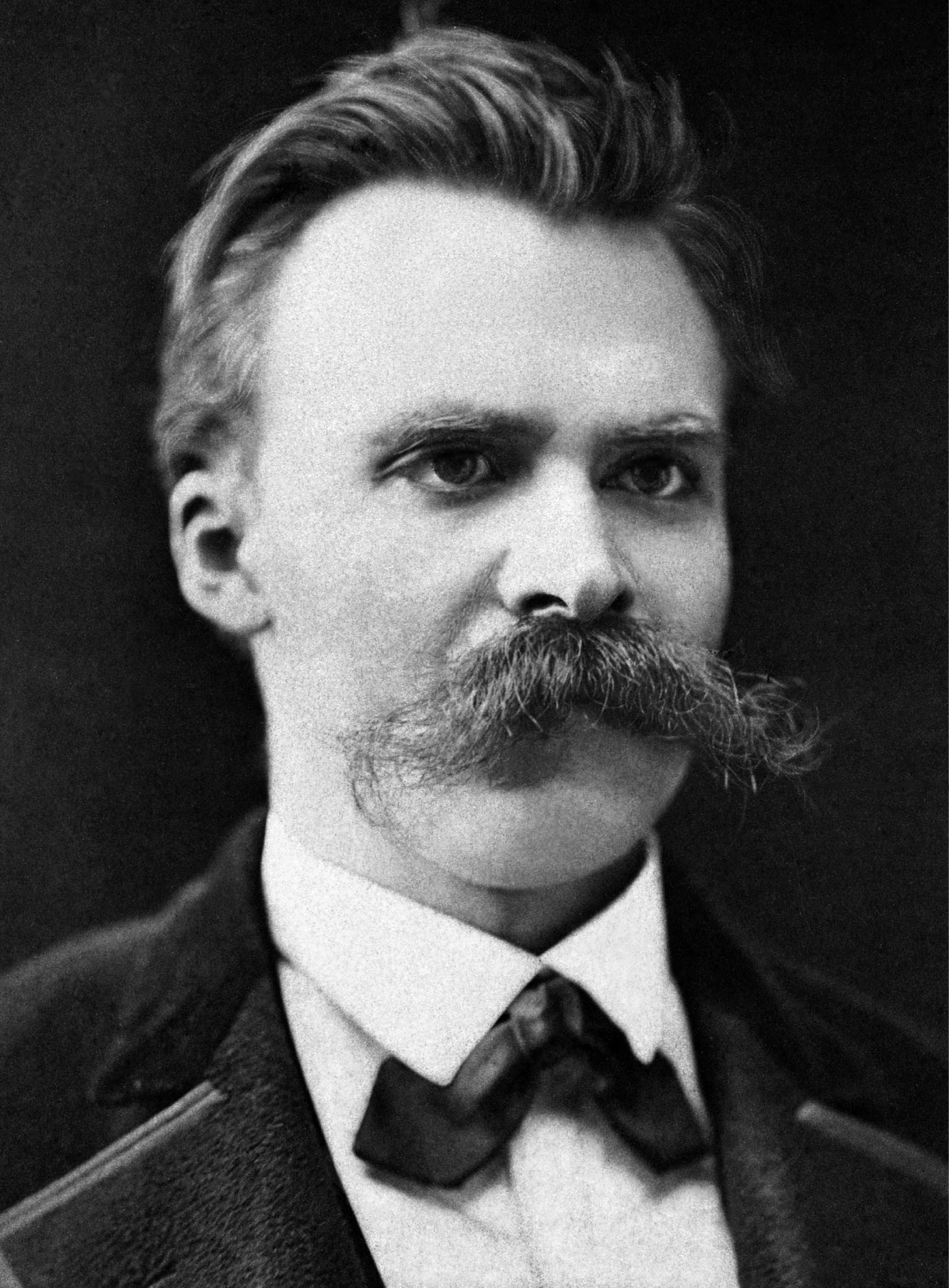
Nietzsche vers 1875 à l'âge d'environ 31 ans.
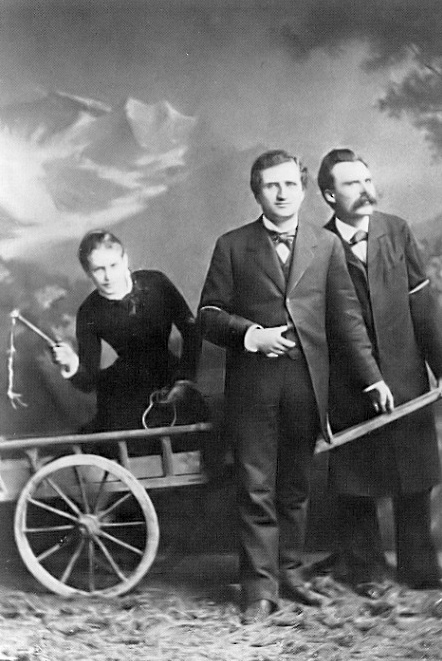
Nietzsche avec Paul Rée et Lou Andreas-Salomé en 1882 à l'âge de 37 ans.
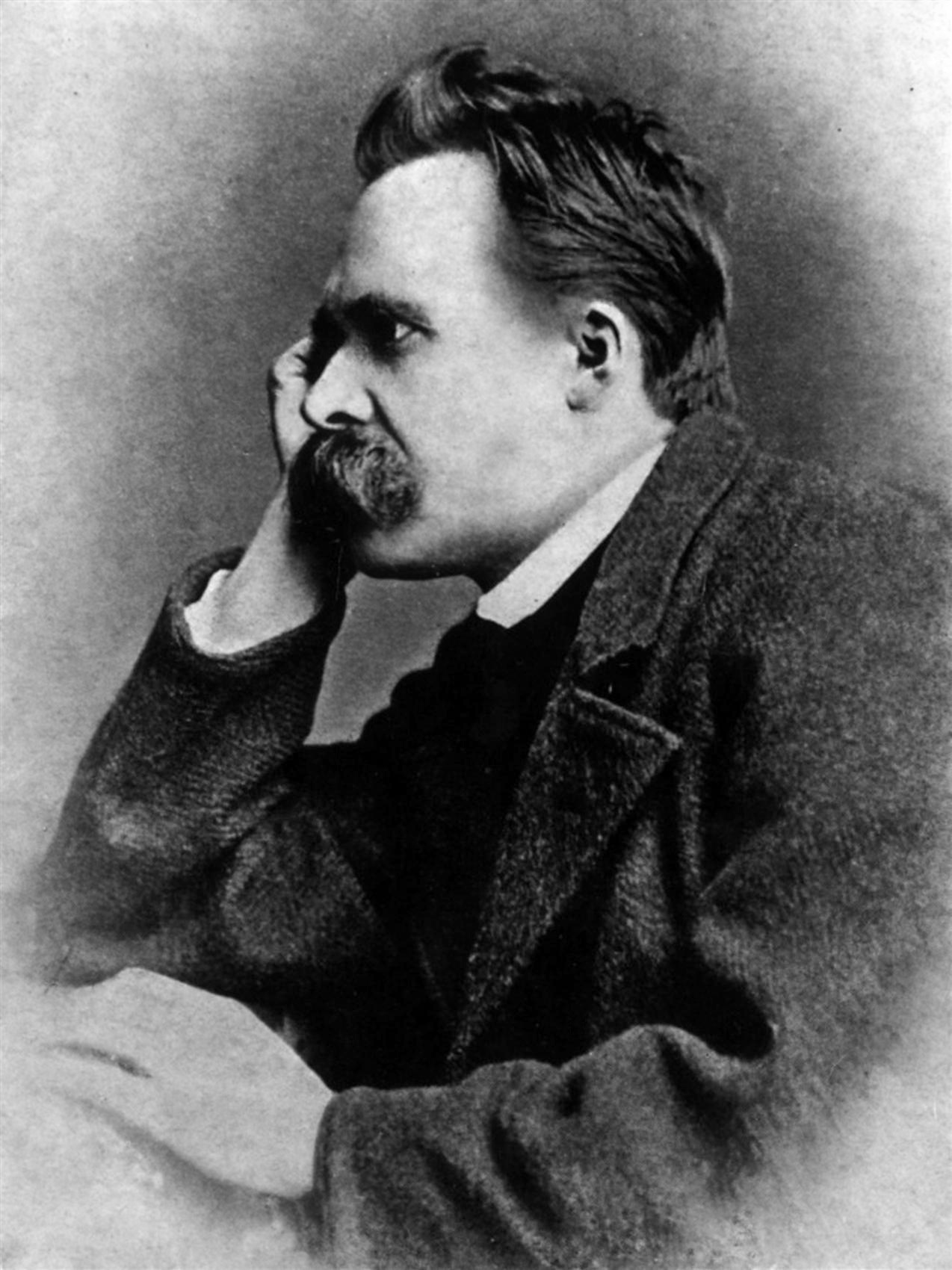
Nietzsche en 1882 à l'âge de 37 ans.
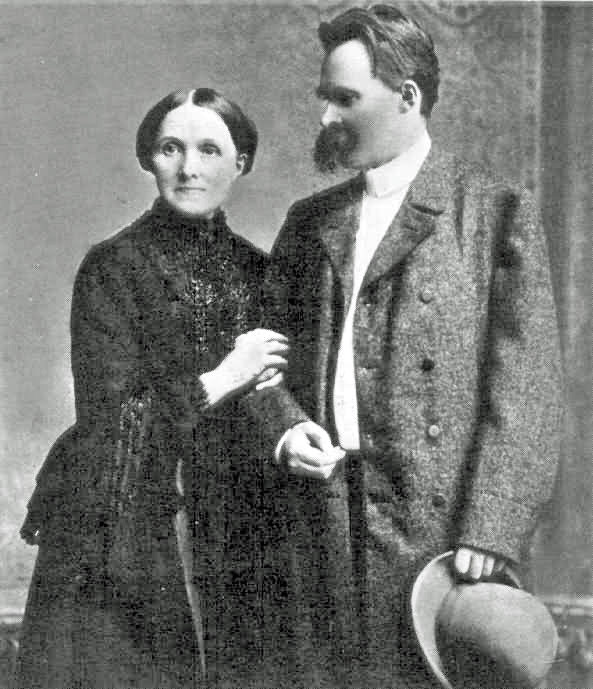
Nietzsche avec sa mère Franziska. Date inconnue.
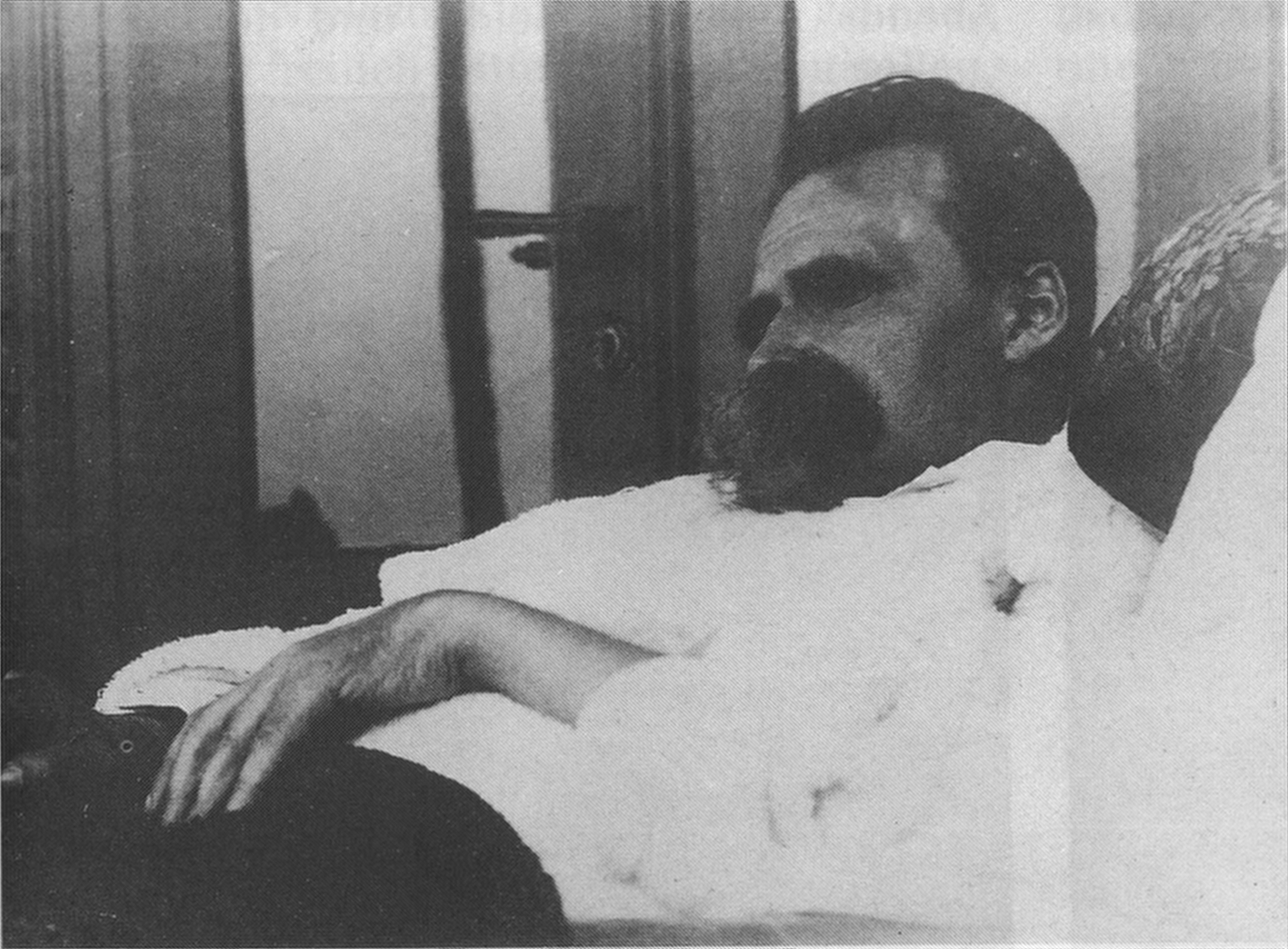
Nietzsche en 1899 à l'âge de 54 ans.
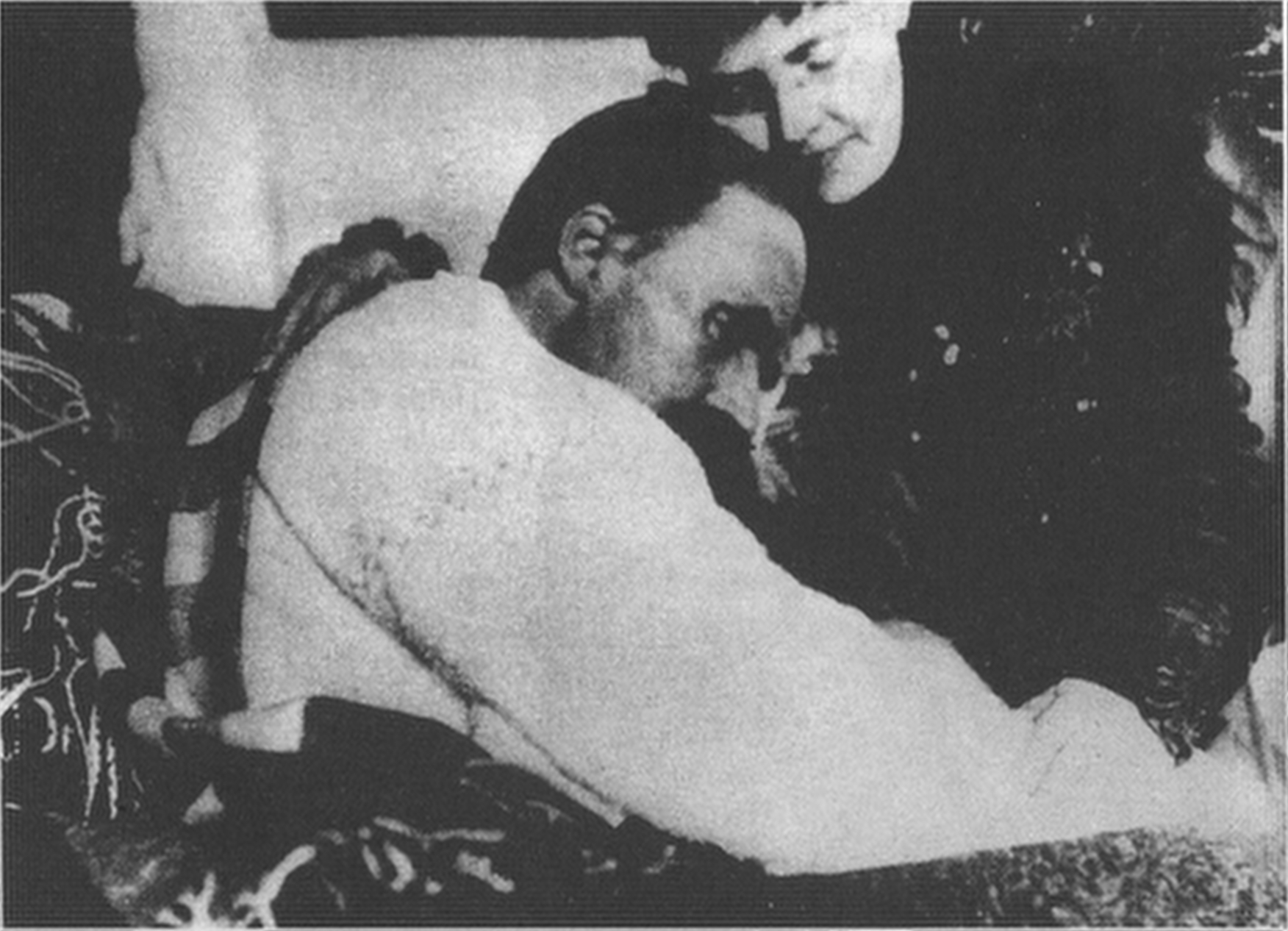
Nietzsche en 1899 à l'âge de 54 ans.